# Hillerød Kommune
|  | For Hillerød Kommune før kommunalreformen i 2007, se Hillerød Kommune (1970-2006). |
Hillerød Kommune er en kommune i Nordsjælland under Region Hovedstaden efter Kommunalreformen i 2007.
Hillerød Kommune er opstået ved sammenlægning af flg.:
- Hillerød Kommune
- Skævinge Kommune
- Uvelse Valgdistrikt (Slangerup Kommune)

Uvelse Valgdistrikt havde d. 15. januar 2004 med 56,9% stemt for at udtræde af Slangerup Kommune og søge optagelse i Hillerød Kommune, men Slangerup Kommune krævede et flertal på mindst 75%, og sagen blev derfor afvist af kommunalbestyrelsen. Forligspartierne krævede imidlertid en ny afstemning med almindelige flertalsregler; denne afstemning fandt sted den 26. april 2005, og den faldt igen ud til fordel for Hillerød med 54,6% af stemmerne. Endvidere kunne problemerne omkring Fredensborg-Humlebæk/Karlebo have haft konsekvenser for kommunedannelsen, men dette skete ikke.
Ved kommunalvalget 15. november 2005 fik kommunalbestyrelsen socialdemokratisk flertal.

## Byer
| Kommunens største byer |                |                   |
| Nr                     | By             | Indbyggere (2025) |
| 1                      | Hillerød       | 36.594            |
| 2                      | Skævinge       | 3.014             |
| 3                      | Nødebo         | 2.042             |
| 4                      | Ny Hammersholt | 1.264             |
| 5                      | Gørløse        | 1.234             |
| 6                      | Tulstrup       | 1.185             |
| 7                      | Gadevang       | 1.128             |
| 8                      | Uvelse         | 1.062             |
| 9                      | Store Lyngby   | 818               |
| 10                     | Meløse         | 635               |
| 11                     | Alsønderup     | 592               |
| 12                     | Nørre Herlev   | 425               |

## Borgmestre
Borgmesterliste:

Anmærkning til borgmesterlisten: liste D og liste V er partiet Venstre.
- 1869-89 Hans Rudolph von Scholten
- 1889-94 Frederik Annius Marius Øllgaard
- 1894-1908 Oscar Neumann
- 1908-37 Frederik Carl Christian Zahlmann
- 1937-45 Herman L. Melskens (C)
- 1945-46 Vilhelm Larsen (C)
- 1946-50 Carl F. Raaschou (D)
- 1950-58 Richardt Børgesen (A)
- 1958-68 Waldemar Stenberdt (D)
- 1968-85 Toke Stokholm (C)
- 1986-93 Jens S. Jensen (A)
- 1994-98 Valborg Sandberg (V)
- 1998-2000 Jens S. Jensen (A)
- 2000-07 Nick Hækkerup (A)
- 2007-14 Kirsten Jensen (A)
- 2014-17 Dorte Meldgaard (C)
- 2018- Kirsten Jensen (A)

## Mandatfordeling
| 15 | 3 |  |  |  | 6 |

| 19 | 8 |

| 8 |  | 4 | 3 |  | 2 | 8 |

| 15 | 12 |

| 8 |  | 3 |  |  | 2 | 2 | 9 |

| 13 | 14 |

| 9 | 2 |  |  | 2 |  | 10 |  |

| 15 | 12 |

| 7 | 2 | 5 |  | 4 |  | 6 |  |

| 17 | 10 |

| 6 | 2 | 5 | 4 |  | 5 |  |  | 2 |

| 19 | 8 |

### Nuværende byråd
| Navn                        | Parti                                    |
| --------------------------- | ---------------------------------------- |
| Kirsten Jensen (Borgmester) | Socialdemokratiet - 7 mandater           |
| Susanne Due Kristensen      | Socialdemokratiet - 7 mandater           |
| Mie Lausten                 | Socialdemokratiet - 7 mandater           |
| Louise Colding              | Socialdemokratiet - 7 mandater           |
| Mathilde Clauson-Kaas       | Socialdemokratiet - 7 mandater           |
| Thomas Brücker              | Socialdemokratiet - 7 mandater           |
| Peder Bisgaard              | Socialdemokratiet - 7 mandater           |
| Klaus Markussen             | Venstre - 6 mandater                     |
| Thomas Elong                | Venstre - 6 mandater                     |
| Dan Riise                   | Venstre - 6 mandater                     |
| Dragan Popovic              | Venstre - 6 mandater                     |
| Annette Rieva               | Venstre - 6 mandater                     |
| Øzgen Yücel                 | Venstre - 6 mandater                     |
| Christoffer Lorenzen        | Det Konservative Folkeparti - 5 mandater |
| Peter Ingemann Bentsen      | Det Konservative Folkeparti - 5 mandater |
| Nikolaj Frederiksen         | Det Konservative Folkeparti - 5 mandater |
| Stine Østlund               | Det Konservative Folkeparti - 5 mandater |
| Kate Horsbøl                | Det Konservative Folkeparti - 5 mandater |
| Søren Lerche                | Socialistisk Folkeparti - 4 mandater     |
| Lars Elbrandt               | Socialistisk Folkeparti - 4 mandater     |
| Janne Lunding Olsen         | Socialistisk Folkeparti - 4 mandater     |
| Mads Munk Hansen            | Socialistisk Folkeparti - 4 mandater     |
| Christina Thorholm          | Radikale Venstre - 2 mandater            |
| Jørgen Suhr                 | Radikale Venstre - 2 mandater            |
| Tue Tortzen                 | Enhedslisten - 1 mandat                  |
| Morten Bille                | Nye Borgerlige - 1 mandat                |
| Lars Ole Skovgaard Larsen   | Dansk Folkeparti - 1 mandat              |

| Navn                      | Skiftet fra       | Skiftet til          | Dato            |
| ------------------------- | ----------------- | -------------------- | --------------- |
| Jamil Nofal Cheheibar     | Socialdemokratiet | Løsgænger            | 21. marts 2022  |
| Lars Ole Skovgaard Larsen | Dansk Folkeparti  | Danmarksdemokraterne | 17. august 2022 |
| Thomas Elong              | Venstre           | Løsgænger            | 4. oktober 2023 |
| Morten Bille              | Nye Borgerlige    | Venstre              | 29. januar 2024 |
| Thomas Elong              | Løsgænger         | Moderaterne          | 23. april 2024  |
| Dragan Popovic            | Venstre           | Løsgænger            | 15. juni 2024   |

| Udtrådt               | Indtrådt              | Parti                       | Dato             |
| --------------------- | --------------------- | --------------------------- | ---------------- |
| Mathilde Clauson-Kaas | Jamil Nofal Cheheibar | Socialdemokratiet           | 21. januar 2022  |
| Kate Horsbøl          | Jonas Lyberg Kofod    | Det Konservative Folkeparti | 14. oktober 2023 |

### Byrådet 2018-2022
| Navn                        | Parti                          |
| --------------------------- | ------------------------------ |
| Klaus Markussen             | Venstre - 10 mandater          |
| Øzgen Yücel                 | Venstre - 10 mandater          |
| Peter Frederiksen           | Venstre - 10 mandater          |
| Lars Ole Skovgaard Larsen   | Venstre - 10 mandater          |
| Dragan Popovic              | Venstre - 10 mandater          |
| Thomas Elong                | Venstre - 10 mandater          |
| Hanne Kirkegaard            | Venstre - 10 mandater          |
| Dan Riise                   | Venstre - 10 mandater          |
| Søren P. Østergaard         | Venstre - 10 mandater          |
| Annette Rieva               | Venstre - 10 mandater          |
| Kirsten Jensen (Borgmester) | Socialdemokratiet - 9 mandater |
| Thomas Brücker              | Socialdemokratiet - 9 mandater |
| Jamil Cheheibar             | Socialdemokratiet - 9 mandater |
| Susanne Due Kristensen      | Socialdemokratiet - 9 mandater |
| Christina Høi Skovdal       | Socialdemokratiet - 9 mandater |
| Vivi Wøldike                | Socialdemokratiet - 9 mandater |
| Louise Colding              | Socialdemokratiet - 9 mandater |
| Ingo Hvid                   | Socialdemokratiet - 9 mandater |
| Mie Lausten                 | Socialdemokratiet - 9 mandater |
| Rikke Macholm               | SF - 2 mandater                |
| Peter Langer                | SF - 2 mandater                |
| Christina Thorholm          | Radikale Venstre - 2 mandater  |
| Jørgen Suhr                 | Radikale Venstre - 2 mandater  |
| Tue Tortzen                 | Enhedslisten - 1 mandat        |
| Dorte Meldgaard             | Konservative - 1 mandat        |
| Peter Lennø                 | Dansk Folkeparti - 1 mandat    |
| Mette Thiesen               | Nye Borgerlige - 1 mandat      |

| Navn                      | Skiftet fra      | Skiftet til      | Dato               |
| ------------------------- | ---------------- | ---------------- | ------------------ |
| Peter Lennø               | Dansk Folkeparti | Løsgænger        | 6. maj 2020        |
| Peter Lennø               | Løsgænger        | Venstre          | 23. september 2020 |
| Lars Ole Skovgaard Larsen | Venstre          | Dansk Folkeparti | 14. april 2021     |

| Dato         | Udtrådt         | Indtrådt            | Parti        |
| ------------ | --------------- | ------------------- | ------------ |
| 5. maj 2018  | Dorte Meldgaard | Bente Claudi        | Konservative |
| 4. juni 2020 | Bente Claudi    | Nikolaj Frederiksen | Konservative |

## Venskabsbyer
- Loviisa
- Olafsfjördur
- Horten
- Starogard Gdański
- Karlskrona
- Gödöllő

## Eksterne kilder og henvisninger
1. ↑  "Folkeafstemning om Uvelse valgdistrikts tilhørsforhold". Arkiveret fra originalen 23. december 2017. Hentet 26. september 2016.
2. ↑  "BY1: Folketal 1. januar efter byområde, alder og køn". Danmarks Statistikbank. Danmarks Statistik.
3. ↑  "Borgmestre i Hillerød gennem tiden". Arkiveret fra originalen 5. september 2022. Hentet 5. september 2022.
4. ↑  Kommunalvalg Hillerød Kommune
5. ↑  Byrådsmedlem melder sig ud i protest: “Jeg kan ikke se mig selv i spejlet” – Sjællandske Nyheder
6. ↑  https://www.dr.dk/nyheder/politik/inger-stoejberg-praesenterer-30-folketingskandidater-med-kendte-navne-paa-listen
7. ↑  Venstres Thomas Elong går solo – Sjællandske Nyheder
8. ↑  Nye Borgerliges byrådsmedlem har fundet sit nye parti – Sjællandske Nyheder
9. ↑  https://www.tv2kosmopol.dk/hilleroed/venstre-afhopper-bliver-moderaternes-foerste-i-hilleroeds-byraad
10. ↑  https://www.sn.dk/art5160087/hilleroed-kommune/nyhed/hvidvaskdoemt-politiker-forlader-parti/
11. ↑  Nyvalgt politiker forlader byrådet – Sjællandske Nyheder
12. ↑  https://www.sn.dk/art555508/hilleroed-kommune/nyhed/jeg-er-noedsaget-til-at-slukke-min-droem-ung-konservativ-forlader-byraadet/
13. ↑  https://sn.dk/Hilleroed/Derfor-forlader-Peter-Lennoe-Dansk-Folkeparti/artikel/940168
14. ↑  https://sn.dk/Hilleroed/Peter-Lennoe-melder-sig-ind-i-Venstre/artikel/1359034
15. ↑  https://sn.dk/Hilleroed/Venstre-stemmesluger-skifter-til-DF/artikel/1428165
16. ↑  https://sn.dk/Hilleroed/Eksborgmester-flytter-til-Berlin/artikel/743809
17. ↑  https://sn.dk/Hilleroed-Posten/Konservative-Bente-Claudi-forlader-byraadet-efter-21-aar/artikel/1060570

- statistikbanken.dk Danmarks Statistik

55°55′16.73″N 12°17′3.62″Ø / 55.9213139°N 12.2843389°Ø